# Municipio de Mission (condado de Neosho)
El municipio de Mission (en inglés: Mission Township) es un municipio ubicado en el condado de Neosho en el estado estadounidense de Kansas. En el año 2010 tenía una población de 934 habitantes y una densidad poblacional de 7,52 personas por km².

## Geografía
El municipio de Mission se encuentra ubicado en las coordenadas 37°31′14″N 95°9′29″O / 37.52056, -95.15806. Según la Oficina del Censo de los Estados Unidos, el municipio tiene una superficie total de 124.19 km², de la cual 119,14 km² corresponden a tierra firme y (4,07 %) 5,06 km² es agua.

## Demografía
Según el censo de 2010, había 934 personas residiendo en el municipio de Mission. La densidad de población era de 7,52 hab./km². De los 934 habitantes, el municipio de Mission estaba compuesto por el 97,64 % blancos, el 0,54 % eran amerindios, el 0,21 % eran asiáticos, el 0,21 % eran de otras razas y el 1,39 % eran de una mezcla de razas. Del total de la población el 2,36 % eran hispanos o latinos de cualquier raza.